# Jutta Heine
Jutta Heine   (Stadthagen, 16 de setembre de 1940) és una atleta alemanya, ja retirada, especialista en curses de velocitat, que va competir entre finals de la dècada de 1950 i mitjans de la de 1960. A banda de l'atletisme també fou genet de curses de tratadors.
El 1960 va prendre part en els Jocs Olímpics d'Estiu de Roma on disputà dues proves del programa d'atletisme. Guanyà la medalla de plata en els 200 metres, en finalitzar rere Wilma Rudolph, i en els 4x100 metres. En aquesta prova formà equip amb Martha Langbein, Annie Biechl i Brunhilde Hendrix. Quatre anys més tard, als Jocs de Tòquio, tornà a disputar dues proves del programa d'atletisme. Fou cinquena en els 4x100 metres, mentre en els 200 metres quedà eliminada en sèries.
En el seu palmarès també destaquen tres medalles al Campionat d'Europa d'atletisme de 1962, d'or en els 200 metres i de plata en els 100 i 4x100 metres. A nivell nacional guanyà el campionat alemany dels 100 metres de 1962, dels 200 metres el 1959, 1961, 1962 i 1963; i del pentatló el 1960 i 1962. Durant la seva carrera esportiva aconseguí diversos rècords nacionals.

## Millors marques
- 100 metres. 11,4" (1962)
- 200 metres. 22,3" (1962)
- 80 metres tanques. 10,7" (1962)
- pentatló. 4.767 punts (1963)[1][5]